# Pilna
Pilna (russisch Пи́льна) ist eine Siedlung städtischen Typs in der Oblast Nischni Nowgorod mit 7333 Einwohnern (Stand 14. Oktober 2010).

## Geographie
Pilna liegt im Südosten der Oblast Nischni Nowgorod unweit der Grenze zur Republik Tschuwaschien, am linken Ufer der Pjana, eines Nebenflusses der Sura. Die Siedlung ist etwa 150 km Luftlinie vom Oblastverwaltungszentrum Nischni Nowgorod entfernt.
Pilna ist Verwaltungssitz des nach ihr benannten Rajons Pilninski und bildet eine Stadtgemeinde (gorodskoje posselenije), zu der neben der Siedlung noch das 6 km südwestlich gelegene Dorf Wankowo (57 Einwohner) gehört.

## Geschichte
Der Ort wurde 1698 von Verbannten gegründet, die in dem Gebiet Forstwirtschaft betrieben. Das dort gesägte Holz (vom russischen Wort pila für ‚Säge‘ ist der Ortsname abgeleitet), vorwiegend Eiche, wurde über die Pjana zur Wolga geflößt, unter anderem zur Verwendung durch die 1710 vom Zaren Peter I. gegründete Kasaner Admiralität, der faktisch der gesamte Schiffbau im Wolgagebiet unterstand. Zur Zeit der Regentschaft von Katharina II. in der zweiten Hälfte des 18. Jahrhunderts wurde der Ort unter dem Namen Pilowalny sawod („Sägewerk“) geführt.
1918 wurde die Bahnstrecke Moskau – Arsamas – Kasan am Ort vorbeigeführt. In den 1920er-Jahren wurde Pilna Rajonverwaltungszentrum und 1964 erhielt es den Status einer Siedlung städtischen Typs.

### Bevölkerungsentwicklung
| Jahr | Einwohner |
| ---- | --------- |
| 1939 | 4619      |
| 1959 | 3889      |
| 1970 | 4235      |
| 1979 | 5606      |
| 1989 | 7478      |
| 2002 | 7866      |
| 2010 | 7333      |

Anmerkung: Volkszählungsdaten

## Wirtschaft und Infrastruktur

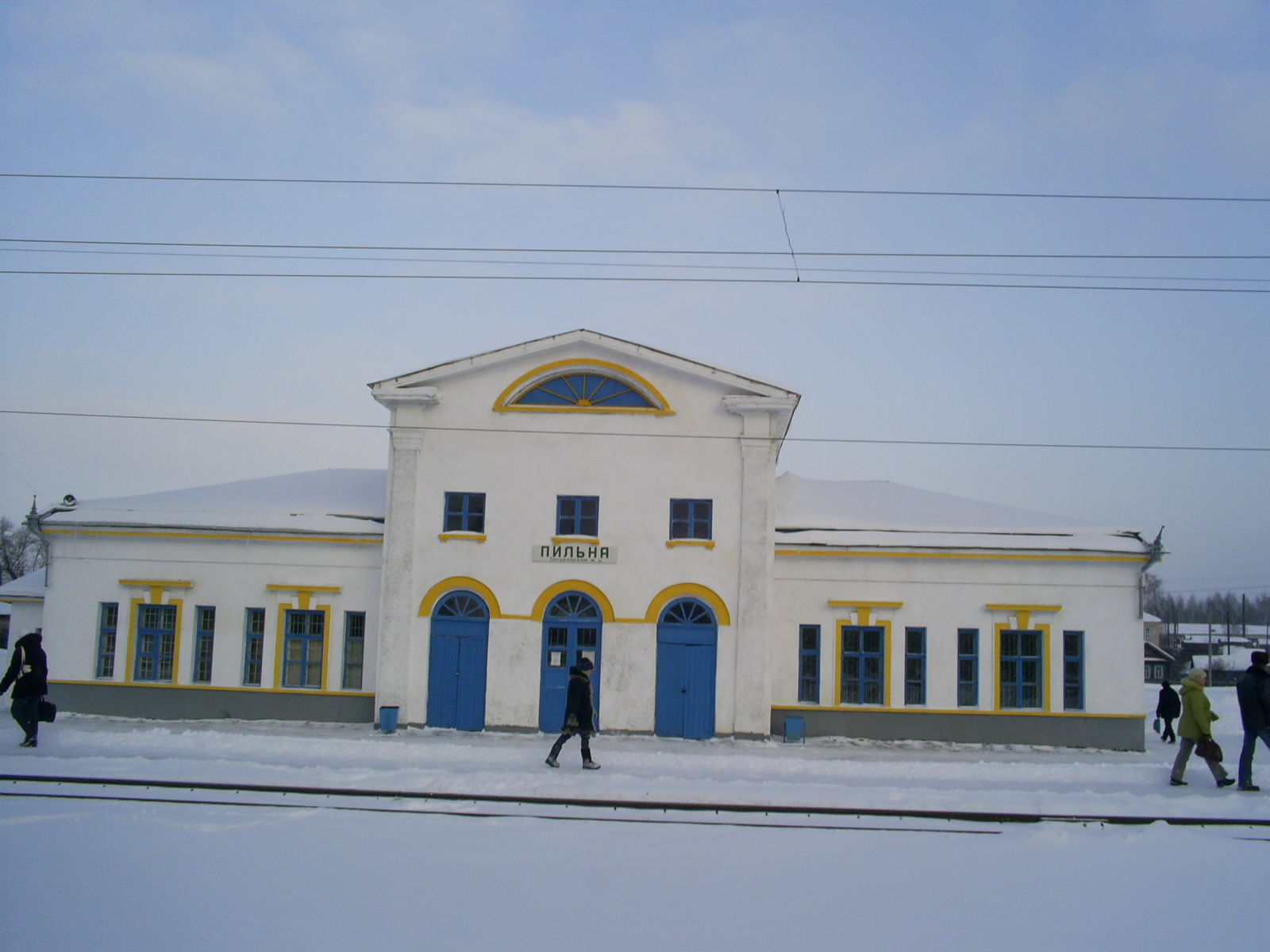
Bahnhof Pilna

Pilna ist Zentrum eines Landwirtschaftsgebietes mit überwiegendem Anbau von Getreide und Zuckerrüben sowie Milchviehhaltung. In der Siedlung gibt es Betriebe zur Verarbeitung landwirtschaftlicher Erzeugnisse, ein Werk für Fleischverarbeitungsanlagen, eine Textilfabrik und Unternehmen der Bauwirtschaft.
In Pilna befindet sich ein Bahnhof an der zweigleisigen, seit 1987 elektrifizierten Strecke Moskau – Kasan (Streckenkilometer 555 ab Moskau Kasaner Bahnhof). Durch den Ort führt eine Regionalstraße, die entlang der Pjana und der Sura vom westlich gelegenen Sergatsch (an der R162) nach Schumerlja in Tschuwaschien (an der R231) verläuft.